# Sonny Side Up
| Recensione | Giudizio |
| ---------- | -------- |
| AllMusic   |          |

Sonny Side Up è un album di musica jazz inciso dal trombettista Dizzy Gillespie con i due virtuosi del sax tenore Sonny Rollins e Sonny Stitt, pubblicato dalla Verve Records nel febbraio del 1959.

## Disco
Il disco, oltre all'intrinseco valore artistico, ha il pregio di riunire due sassofonisti con stili ed approcci all'improvvisazione molto diversi. Infatti, anche se entrambi influenzati da Charlie Parker all'inizio della loro carriera, i due mostrano modi diversi nello sviluppare uno stile personale.
Sonny Stitt si dimostra più rigoroso nel mantenersi nei canoni del bebop, mentre Sonny Rollins sviluppa una più personale concezione esecutiva, soprattutto nella sua passione per l'improvvisazione che lo caratterizzerà in tutta la sua carriera. Tutto ciò si esalta nel confronto diretto tra i due musicisti in questo album, nel quale Dizzy Gillespie fa da tessitore delle trame sulle quali si innestano le esibizioni dei sassofonisti, ma si lancia anche egli stesso in brillanti ed appassionati assoli.
Il disco si apre con il classico On the Sunny Side of the Street, nel quale Gillespie si esibisce anche in una parte vocale. Segue The Eternal Triangle nel quale prima si esibisce Rollins, poi Stitt, a seguire c'è uno scambio tra i due finché Gillespie non prende il controllo, lasciando poi spazio agli assoli degli altri tre musicisti (i fratelli Bryant e Charlie Persip). After Hours si apre con un assolo di piano seguito da Gillespie, poi Rollins precede l'esibizione di Stitt. L'album si chiude con I Know That You Know, dove Rollins apre la serie di assoli e dopo che Gillespie ha “preso il volo”, Stitt chiude in solitaria.
L'album è stato pubblicato in CD nel 1997 e nel 2005 dalla stessa Verve, senza alcuna modifica nella scaletta dei brani rispetto all'LP

## Tracce
LP (1959, Verve Records, MG V-8262)
Lato A
1. On the Sunny Side of the Street – 5:40 (testo: Dorothy Fields – musica: Jimmy McHugh)
2. The Eternal Triangle – 14:13 (musica: Sonny Stitt)

Lato B
1. After Hours – 12:21 (musica: Avery Parrish)
2. I Know That You Know – 5:28 (testo: Anne Caldwell – musica: Vincent Youmans)

- Durata brani ricavati dalla ristampa su CD del 1986 pubblicato dalla Blue Note Records (825 674-2)

## Formazione
- Dizzy Gillespie – tromba
- Sonny Stitt – sassofono tenore
- Sonny Rollins – sassofono tenore
- Ray Bryant – pianoforte
- Tom Bryant – contrabbasso
- Charlie Persip – batteria

### Produzione
- Norman Granz – produzione, supervisione
- Burt Goldblatt – foto copertina album originale
- Nat Hentoff – note retrocopertina album originale [4]